# Conseil départemental du Calvados
Le conseil départemental du Calvados est l'assemblée délibérante du département français du Calvados, collectivité territoriale décentralisée. Son siège se trouve à Caen.

## Composition
À la suite des élections départementales, les 50 conseillers départementaux sont ainsi répartis :
| Président du Conseil départemental   |       |       |      |                                               |
| Jean-Léonce Dupont (LC)              |       |       |      |                                               |
| Parti                                | Sigle | Sigle | Élus | Groupes                                       |
| Majorité (40 sièges)                 |       |       |      |                                               |
| Divers droite                        |       | DVD   | 16   | Centristes et indépendants                    |
| Union des démocrates et indépendants |       | UDI   | 3    | Centristes et indépendants                    |
| Divers centre                        |       | DVC   | 3    | Centristes et indépendants                    |
| Les Centristes                       |       | LC    | 1    | Centristes et indépendants                    |
| Les Républicains                     |       | LR    | 9    | Républicains et apparentés                    |
| Divers droite                        |       | DVD   | 3    | Républicains et apparentés                    |
| La République en marche              |       | LREM  | 1    | Démocrates et progressistes                   |
| Divers centre                        |       | DVC   | 1    | Démocrates et progressistes                   |
| Sans étiquette                       |       | SE    | 3    | Démocrates et progressistes                   |
| Opposition (10 sièges)               |       |       |      |                                               |
| Parti socialiste                     |       | PS    | 4    | Rassemblement de la gauche et des écologistes |
| Divers gauche                        |       | DVG   | 3    | Rassemblement de la gauche et des écologistes |
| Europe Écologie Les Verts            |       | EÉLV  | 2    | Rassemblement de la gauche et des écologistes |
| Parti communiste français            |       | PCF   | 1    | Rassemblement de la gauche et des écologistes |

## Administration

### Présidents
Le président du conseil départemental du Calvados est Jean-Léonce Dupont depuis le 31 mars 2011. Il a été réélu le 1er juillet 2021 à l'issue des deux tours de scrutin des dimanches 20 et 27 juin 2021. Ce vote s'est déroulé lors de la première session du conseil départemental, dite de plein droit, où siégeaient pour la première fois les 50 nouveaux conseillers départementaux.
| Periode                            | Periode                      | Identité                                     | Étiquette                    | Étiquette                    |
| Président du conseil général       | Président du conseil général | Président du conseil général                 | Président du conseil général | Président du conseil général |
| ---------------------------------- | ---------------------------- | -------------------------------------------- | ---------------------------- | ---------------------------- |
| NC                                 | 1808                         | Louis-François-Pierre Louvel de Janville     |                              | NC                           |
| 1824                               | 1830                         | Eugène-François-Charles Achard de Bonvouloir |                              |                              |
| 1841                               | 1848                         | François Guizot                              |                              |                              |
| 1848                               | 1849                         | Armand Rocherullé-Deslongrais                |                              |                              |
| 1849                               | 1859                         | Charles d'Houtetot                           |                              |                              |
| 1859                               | 1865                         | Hervé de Caulaincourt                        |                              |                              |
| 1865                               | 1882                         | Charles-Pierre-Paul Paulmier                 |                              |                              |
| 1882                               | 1891                         | Maurice Marc de Saint-Pierre                 |                              |                              |
| 1891                               | 1892                         | Paul Banaston                                |                              | Républicain                  |
| 1892                               | 1897                         |                                              |                              |                              |
| 1897                               | 1904                         | Hippolyte Turgis                             |                              | Républicain                  |
| 1904                               | 1911                         | Georges Landry                               |                              | Républicain                  |
| 1911                               | 1936                         | Henry Chéron                                 |                              | Alliance démocratique        |
| 1936                               | 1940                         | Jean Boivin-Champeaux                        |                              | URD                          |
| 1940                               | 1945                         | Conseil général suspendu                     | Conseil général suspendu     | Conseil général suspendu     |
| 1945                               | 1955                         | Jean Boivin-Champeaux                        |                              | DVD-CNIP                     |
| 1955                               | 1967                         | Pierre Gamare                                |                              | CNIP                         |
| 1967                               | 1970                         | Louis Tesnière                               |                              | DVD                          |
| 1970                               | 1979                         | Robert Bisson                                |                              | UDR                          |
| 1979                               | 1991                         | Michel d'Ornano                              |                              | UDF                          |
| 1991                               | 2011                         | Anne d'Ornano                                |                              | UDF puis DL puis DVD         |
| 2011                               | 2015                         | Jean-Léonce Dupont                           |                              | NC puis UDI                  |
| Président du conseil départemental |                              |                                              |                              |                              |
| 2015                               | en cours                     | Jean-Léonce Dupont                           |                              | UDI                          |

### Vice-présidents
- 1re vice-présidente : Sylvie Lenourrichel [3]
- 2e vice-président : Xavier Charles
- 3e vice-présidente : Clara Dewaële
- 4e vice-président : Cédric Nouvelot
- 5e vice-présidente : Marie-Christine Quertier
- 6e vice-président : Michel Lamarre
- 7e vice-présidente : Mélanie Lepoultier
- 8e vice-président : Ludwig Willaume
- 9e vice-présidente : Florence Boulay
- 10e vice-président : Michel Fricout
- 11e vice-présidente : Patricia Gady-Duquesne
- 12e vice-président : Dominique Rose
- 13e vice-présidente : Valérie Desquesne
- 14e vice-président : Patrick Jeannenez
- 15e vice-présidente : Angélique Périni

### Composition des commissions
Il existe au sein du conseil départemental du Calvados sept commissions composées de sept à huit membres. Celles-ci sont chargées de préparer les dossiers soumis à l’Assemblée départementale. Elles ont chacune leurs propres domaines d'intervention : 
- Ressources ;
- Solidarités des Territoires ;
- Éducation et attractivité ;
- Enfance, Insertion et Lutte contre la Pauvreté ;
- Autonomie ;
- Infrastructures et Réseaux ;
- Transition Environnementale.

## Identité visuelle (logo)

Logo du Calvados (conseil général) de 1985 à 2015
Logo du Calvados (conseil départemental) depuis 2015